# Cedarosaurus
 Cedarosaurus  („Cedar-Echse“) ist eine Dinosauriergattung aus der Unterkreide (Barremium) von Nordamerika und gehörte zu den mittelgroßen Brachiosauridae. In die Gattung, die zu den Sauropoden gehört, wurde bisher nur die Typusart Cedarosaurus weiskopfae gestellt.
Fossilien dieses Tieres wurden im heutigen US-Bundesstaat Utah entdeckt. Der Dinosaurier war ungefähr 20 Meter lang, zirka 10 Meter hoch (Kopfhöhe) und wog geschätzt etwa 40 Tonnen. Diese Angaben sind jedoch ungenau, da von Cedarosaurus bislang nur das unvollständige Skelett eines einzigen Individuums (Holotypus DMNH 39045) gefunden wurden. Wie alle Sauropoden ging Cedarosaurus auf vier Beinen und war ein Pflanzenfresser. Typisch für einen Brachiosauriden waren die Vorderbeine, die länger als die Hinterbeine waren sowie ein „Höcker“ auf dem Schädel, an dessen Vorderseite sich die Nüstern befanden.
Die Art Cedarosaurus weiskopfae wurde 1999 von den Paläontologen Virginia Tidwell, Kenneth Carpenter und William Brooks entdeckt. Die Gattung nannten sie nach ihrem Fundort in der Cedar-Mountain-Formation (Yellow-Cat-Member), das Artepitheton ehrt die verstorbene Carol Weiskopf. 